# Glaciar de Bionnassay (Italia)
El glaciar de Bionnassay (del italiano: ghiacciaio di Bionnassay) es un glaciar de la ladera italiana del macizo del Mont Blanc, en los Alpes. Es, junto con el glaciar del Dôme y el glaciar del Mont Blanc, uno de los afluentes del glaciar de Miage que conforman su zona de acumulación, y por tanto su cabecera.
El glaciar de Bionnassay nace directamente de la ladera sureste de la Aiguille de Bionnassay (4.502 m), bajo la arista aérea que se estira entre esta y el collado de Bionnassay (3.888 m) que lo comunica con la ladera francesa. El frente del glaciar es el nacimiento del glaciar de Miage propiamente dicho, antes de que se le unan sus otros dos tributarios. Es practicable sólo para esquiadores/escaladores experimentados debido a las profundas rimayas y grietas que le atraviesan de par en par.
El glaciar italiano de Bionnassay pertenece a la cuenca hidrográfica del valle de Val Veny. En la ladera francesa de la Aiguille de Bionnassay, existe otro glaciar de Bionnassay que fluye hacia el noroeste con dirección al valle de Val Montjoie.